# Chapelle du Sacré-Cœur des Feuillants
 (janvier 2019).
Si vous disposez d'ouvrages ou d'articles de référence ou si vous connaissez des sites web de qualité traitant du thème abordé ici, merci de compléter l'article en donnant les références utiles à sa vérifiabilité et en les liant à la section « Notes et références ».
La chapelle du Sacré-Cœur des Feuillants est un édifice religieux de style néo-classique situé à Poitiers. La chapelle est construite par la congrégation des Sacrés-Cœurs de Jésus et de Marie sur les plans de l'architecte Pierre Couteault (Châtellerault 1769-Poitiers 1827), identifié par Grégory Vouhé. La première pierre est posée le 19 septembre 1818, la construction s'est achevée en 1829.

## Historique

### Évolution
La chapelle est appelée communément chapelle des Feuillants car elle est construite sur la propriété du couvent des Feuillants. Les Feuillants est le nom d'un ordre religieux, de la branche des cisterciens, fondé en 1577. Henri IV les fait venir à Paris. Puis à la demande de Richelieu, Louis XIII fonde un couvent de Feuillants à Poitiers le 8 juillet 1615. L'ordre des Feuillants est dissous en 1791.
Une église est bâtie pour le couvent par l’architecte Pierre Leduc, mais la Révolution française l’a détruite, chassant par la même occasion les trois ou quatre derniers moines qui vivent au couvent.
Le couvent est racheté durant la Révolution par trois sœurs : Lydie, Reine et Pulcherie Chobelet lors de la vente des biens nationaux. Celles-ci échouent à s’occuper seules de l’école qu’elles ont décidé d’y fonder et font alors appel à sœur Madeleine Louise Sophie Barat fondatrice en 1800 de la Congrégation des dames du Sacré-Cœur et qui arrive à Poitiers en 1805. Un noviciat est fondé en 1806 et, en 1807, la « maison de l’instruction chrétienne » recueille 150 jeunes élèves. La congrégation est donc installée pour un siècle. Grâce à l’essor de l’école, les sœurs du Sacré-Cœur ont besoin de nouveaux bâtiments et entre autres d’une nouvelle chapelle car celle du Sacré-Cœur devient trop petite. Tandis que mère Barat part sur les chemins de France fonder d’autres couvents, mère Grosier devient supérieure de l’établissement et par la même occasion, commanditaire de cette chapelle qui appartient donc à la congrégation durant un siècle et demi environ.

### Chronologie

#### XIXesiècle
C’est l’architecte Couteault qui conçoit l’édifice dont la première pierre est posée en 1818.
Onze ans plus tard, en 1829, Monseigneur Jean-Baptiste de Bouillé, (1759-1842) bénit l'édifice.
Le clocher est érigé en 1844, accompagné de deux cloches, dont l'une est nommée Madeleine-Sophie en hommage à la fondatrice.
L'année suivante, en 1845, la chaire est inaugurée ; elle a disparu dans des circonstances encore inconnues aujourd'hui, sans doute au XXe siècle.
En 1858, sous la direction de l'architecte Boyer, la couverture en plomb est remplacée par du zinc. Les travaux de restauration se poursuivent avec la création du maître-autel et de l'orgue en 1859, suivis par l'installation des premiers vitraux la même année.
Enfin, en 1860, l'église est consacrée et dédiée à saint François Xavier.

#### XXesiècle
- 1904 : Grande expulsion des couvents, dont les Feuillants à Poitiers.
- 1905 : Séparation de l’Église et de l’État. Une demoiselle de Poitiers, la Comtesse Aubaret, rachète les lieux pour les rendre à la congrégation du Sacré-Cœur[4].
- 1913 : La congrégation du Sacré-Cœur réintègre les lieux et rend la chapelle au culte.
- 1915 : Voir dans la chapelle statues et ex-voto.
- 1920-1923 : L'une des religieuses du couvent, d'origine espagnole, sœur Josefa Menéndez, aurait eu des visions du Sacré-Cœur de Jésus lui transmettant des messages d’amour et de paix à faire connaitre au monde[5]. À la suite de quoi la chapelle Saint-François-Xavier est renommée chapelle du Sacré-Cœur en mémoire de ces événements.
- 1962 : Fermeture du pensionnat de filles des sœurs du Sacré-cœur et ouverture d'un foyer d'étudiantes. En effet à cette période la mixité s'impose dans les écoles et le diocèse de Poitiers décide d'ouvrir l'école Saint-Stanislas.
- 1997 : Classement comme monument historique.
- 2002 : fermeture de l'école Saint-Stanislas.

#### XXIesiècle
- 2011 : Vente du couvent par les sœurs au groupe Vivalto, qui y installe une maison de retraite dans les locaux, qui porte le nom des Feuillants.
- 2018 : La chapelle en mauvais état, car délaissée depuis des décennies faute de moyens financiers, est rachetée par l'association le Chant des Feuillants[6] pour sauvegarder et restaurer ce patrimoine afin de le transmettre et d'offrir à la ville de Poitiers un lieu culturel.

## Architecture

### Aspect extérieur
La première pierre est posée en 1818 après que les fondations ont été creusées.
Elle est construite en moellons enduits et en pierre de taille, orientée en croix latine, mesurant 36 m de long et 22 m de haut sous la coupole.
De style néo-classique, elle est une des seules marques de cette architecture du XIXe dans le paysage poitevin. Elle a peut-être été conçue en souvenir de l’ancienne chapelle qui elle était de style classique, mais on remarque qu’elle se veut la réplique de la chapelle expiatoire construite sous la Restauration à Paris. Prenons en comparaison leurs visions aériennes respectives : on remarque que leur extérieur est conçu de la même manière, si ce n’est le plan qui change. Ainsi à la croisée des transepts et de la nef un tambour rectangulaire bordé de 4 frontons en mitre est surmonté d’une coupole et le chœur et les transepts sont recouverts de dômes semi-hémisphériques.

### Aspect intérieur
L’intérieur est composé de cinq travées délimitées par des pilastres qui encadrent avec les modillons des baies où progressivement ont été posés les vitraux. Dans la nef, ils représentent des motifs floraux tandis que dans le chœur ils sont figuratifs. Ainsi dans le transept Nord on trouve saint Paul et sainte Marie Madeleine, dans le transept Sud : saint Pierre, et dans le chœur, la Sainte famille. Le dernier vitrail posé est celui du Sacré-Cœur. La baie elle-même a été percée au XXe siècle pour l’inclure. On comprend pourquoi c’est le Sacré-Cœur qui fut choisi.

## Intérêt
Couteault, architecte de la chapelle, a travaillé sous l’influence des architectes classiques, comme Pierre Leduc, architecte de la chapelle précédente, mais aussi sous l’influence néoclassique d’un architecte visionnaire comme Claude-Nicolas Ledoux. La charpente de la chapelle en est la preuve dans la manière dont elle fut construite ; elle est unique et constitue la seule trace de cette architecture visionnaire dont il reste très peu d’élément en France. Mais cette charpente est en péril, elle a été infiltrée par les eaux lors d’un léger affaissement des angles du tambour, et la réparer serait sauver un élément d’un patrimoine, héritage des Lumières, bien rare en France.
D’autant plus que la chapelle des Feuillants est la seule structure néoclassique religieuse de Poitiers.
C’est pour cette raison qu’elle fut inscrite au patrimoine historique en 1997, non seulement pour son intérêt architectural mais aussi pour ses boiseries, ainsi la tribune et les stalles furent aussi inscrites et protégées.